# Aníbal González (Fußballspieler)
Aníbal Segundo González Espinoza (* 13. März 1963 in Rapel, Provinz Cardenal Caro) ist ein ehemaliger chilenischer Fußballspieler, der in Chile und Mexiko aktiv war. Er gewann zweimal die chilenische Meisterschaft und spielte 10 Mal in der chilenischen Nationalmannschaft.

## Vereinskarriere
Aníbal González spielte von klein auf Fußball, zu Beginn im Kraftwerk Antuco, später dann in Rapel und Rancagua. 1981 kam er in die Jugend des CD O’Higgins, die ihn 1982 an den Drittligaverein Club Cultural Doñihue verliehen, um Spielpraxis bei den Herren zu sammeln. Sein Profidebüt gab er 1983 und konnte überzeugen. Er spielte bei den besten Teams des Landes zu seiner Zeit. 1992 wurde er in der Primera División Torschützenkönig und gewann die Recopa Sudamericana und Copa Interamericana mit CSD Colo-Colo, das im Vorjahr die Copa Libertadores als erster chilenischer Klub holte. 1993 und 1994 spielte Aníbal González in Mexiko bei den Monarcas Morelia und CF Monterrey. Zurück in Chile bei CD Palestino wurde der Stürmer 1995 erneut Ligatorschützenkönig. In der Apertura 1997 gewann Aníbal González seinen zweiten Meistertitel in der Primera División Chiles. Seine Karriere beendete er bei seinem ersten Profiklub CD O’Higgins.

## Nationalmannschaftskarriere
Im August 1987 stand González im Kader der chilenischen B-Nationalmannschaft, die bei den Panamerikanischen Spielen in Indianapolis antrat. Dort gewann La Roja die Silbermedaille, nachdem sie im Halbfinale Argentinien mit 3:2 besiegt und im Finale gegen Brasilien mit 0:2 verloren hatte, und wurde somit Vizemeister des Turniers. Der Sieg gegen Argentinien der war erste Sieg einer chilenischen Männernationalmannschaft gegen den Nachbarstaat.
In der chilenischen A-Nationalmannschaft kam Aníbal González auf zehn Spiele, in denen er ein Tor erzielte. Sein Debüt gab er im Juni 1988 beim Freundschaftsspiel gegen die USA. Bei der Copa América 1991 war González im Kader, wurde aber aufgrund der starken Konkurrenz auf seiner Position nicht eingesetzt. Sein Team wurde dritter der Südamerikameisterschaft.

## Erfolge

### Klub
CSD Colo-Colo
- Torschützenkönig der Primera División: 1992
- Recopa Sudamericana: 1992
- Copa Interamericana: 1992

CD Palestino
- Torschützenkönig der Primera División: 1995

Universidad Católica
- Chilenischer Meister (1): 1997 A

### Nationalmannschaft
Chile B
- Silbermedaille bei den Panamerikanischen Spielen: 1987

Chile
- 3. Platz bei der Copa América 1991